# New Romantic Sailors
《New Romantic Sailors》 是由Guilty Kiss於2019年11月27日所發售的第三張單曲。

## 概要
Guilty Kiss距離「脆弱易碎」2年5個月後所發行的第三張單曲，同時也是與手遊《Love Live! 學園偶像祭》的合作單曲。
初回生産特典附贈「Guilty Kiss First LOVELIVE! 〜New Romantic Sailors〜」的二次先行抽選申請劵。

## 收錄歌曲
- CD部分
  - 全作詞：畑亞貴

  1. New Romantic Sailors [1]
    - 作曲：杉山勝彦 , ulala 、編曲：ulala

  2. Love Pulsar
    - 作曲、編曲：渡辺未来（日语：渡辺未来）

  3. Phantom Rocket Adventure
    - 作曲、編曲：本多友紀（Arte Refact）

  4. New Romantic Sailors（Off Vocal）
  5. Love Pulsar（Off Vocal）
  6. Phantom Rocket Adventure（Off Vocal）

## 外部連結
- Lantis網站上的介紹 （页面存档备份，存于）（日語）